# Уолш, Иан (футболист)
Иан Патрик Уолш (англ. Ian Patrick Walsh; род. 4 сентября 1958, Сент-Дейвидс, Пембрукшир) — валлийский футболист, нападающий.

## Карьера

### Клубная карьера
Во взрослом футболе дебютировал в 1976 году в английском клубе «Кристал Пэлас». Его первый выход на поле состоялся 4 сентября 1976 года в матче против команды «Честер Сити», завершившемся со счётом 2:1.
В феврале 1982 года Уолш перешёл в «Суонси Сити», где провёл следующие два сезона. В 1984 году стал выступать за клуб «Барнсли», а затем перешёл в «Гримсби Таун». Во время своего второго сезона в клубе, Уолш получил несколько травм, после чего он ушёл из клуба и подписал контракт с командой из Уэльса «Кардифф Сити». Наибольшую часть времени в клубе Уолш провёл на скамейке запасных, после чего завершил игровую карьеру.

### Карьера в сборной
В сентябре 1979 года дебютировал в официальных матчах в составе национальной сборной Уэльса в матче против команды Ирландии, завершившемся со счётом 2:1. Его последний выход на поле за сборную состоялся 2 июня 1982 года в матче против сборной Франции, который завершился со счётом 1:0.
Всего в составе сборной принял участие в 18 матчах, забив семь голов.

## Личная жизнь
После завершения игровой карьеры Уолш стал комментатором на BBC Cymru Wales.
Племянник Уолша, Саймон Дэвис, также стал профессиональным футболистом и выступал за «Фулхэм» и сборную Уэльса.